# Цілинна сільська адміністрація
Ціли́нна сільська адміністрація (каз. Целинное ауылдық әкімдігі, рос. Целинная сельская администрация) — адміністративна одиниця у складі Аркалицької міської адміністрації Костанайської області Казахстану. Адміністративний центр та єдиний населений пункт — село Цілинне.
Населення — 260 осіб (2021; 315 у 2009, 636 у 1999, 1058 у 1989).

## Історія
Станом на 1989 рік існувала Цілинна сільська рада (села Дальнє, Цілинне) у складі Аркалицького району. Село Бектас ліквідовано 2009 року.

## Склад
До складу адміністрації входять такі населені пункти:
| Населений пункт | Старі назви | Населення, осіб (1989) | Населення, осіб (1999) | Населення, осіб (2009) | Населення, осіб (2021) |
| --------------- | ----------- | ---------------------- | ---------------------- | ---------------------- | ---------------------- |
| Бектас, село    | Дальнє      | 84                     | 30                     | -                      | -                      |
| Цілинне, село   | -           | 974                    | 606                    | 315                    | 260                    |